# 崔妃 (唐代宗)
崔妃（?—?），博陵郡安平人。唐代宗的嫡妻。父崔峋，为秘书少监。韩国夫人杨氏所生，鄭王李邈、召王李偲的生母，李偲与李傀是否一人存疑。

## 生平
天宝年间，唐玄宗宠幸韩国夫人的妹妹杨贵妃，杨贵妃就是崔妃的姨母。
当时韩国夫人、虢国夫人权势，冠于皇亲国戚。当时唐代宗为广平郡王，所以玄宗选韩国夫人的女儿为郡王妃。
天宝五年（746年），册为广平郡王妃，礼仪非常盛大。
崔妃生下兒子鄭王李邈、召王李偲，李偲被祖父皇太子李亨养为子。
起初，崔妃挟母亲家族之权势，性情悍妒、驕恣頑劣。天宝十五年（756年），安祿山叛军攻陷西京，而崔妃的母族则在马嵬驿之变中被诛杀。
其后广平王跟随父亲太子李亨到达朔方灵武，崔妃也随至灵武，但恩顾渐薄。
至德二年（757年），广平王收复西京，而崔氏则在回京後逝世。

## 延伸阅读
[在维基数据编辑]
 《舊唐書/卷52》，出自刘昫《舊唐書》